# Sophiiiie!
Sophiiiie! ist ein Spielfilm aus dem Jahr 2002, der unter der Regie von Michael Hofmann entstand. Beim 20. Filmfest München im Juli 2002 wurde er erstmals aufgeführt. In dem Drama spielt Katharina Schüttler eine junge Frau, die ungewollt schwanger ist und sich exzessiv ins Hamburger Nachtleben stürzt.

## Handlung
Sophie, 20 Jahre alt, ist schwanger und zeigt keine Freude darüber. Denn in der Zeugungszeit des Kindes wachte sie eines Morgens auf und stellte fest, dass sie in der vorherigen Nacht, in der sie viel getrunken hatte, Geschlechtsverkehr hatte. Ihre Gedanken kreisen um die Fragen: Von wem ist das ungewollte Kind? – Von ihrem Freund? – Von einem One-Night-Stand? – Oder ist sie gar vergewaltigt worden? – Sollte sie den Abtreibungstermin am nächsten Morgen wahrnehmen? – Liebt sie ihren Freund? – Soll sie die Beziehung zu ihrem Freund beenden? – Sie muss sich entscheiden.
Sophie, die noch kurz zuvor bei ihrem Freund Unterstützung suchte, verlässt die gemeinsame Wohnung und fährt mit seinem Motorrad los. Mit selbstmörderischer Geschwindigkeit rast sie über die Straßen Hamburgs, möglichst weit weg von ihrem Freund Manuel, der sich in den Diskussionen stets korrekt und verständnisvoll gibt. Sophie, in diesem Ausnahmezustand überfordert, sich zu entscheiden, beginnt erneut eine Sauftour durch das nächtliche Hamburg. Sie besucht billige Kneipen und auch ein Bordell. Die Zwanzigjährige lernt dabei fast wahllos und zufällig Männer kennen. Dabei geht sie Konfrontationen nicht aus dem Weg und riskiert, vergewaltigt zu werden. So führt sie auch ein ausgiebiges Gespräch mit dem Bordellbesitzer Gigi, der sie zur Hure machen will. In diesem Gespräch nennt sie auch ihren Namen, der in ihrem betrunkenen Zustand Sophiiiie! lautet. Ein wenig Ruhe findet sie während einiger zielloser Taxifahrten, aber die selbstzerstörerischen Momente überwiegen und am nächsten Morgen wacht sie erneut mit einem schlimmen Kater mitten in einer Grünanlage auf. In diesem Zustand wird sie von der Straßenreinigung gefunden und ins Krankenhaus gebracht. Dort wird sie wiederhergestellt und entlassen.
Froh und glücklich, die Nacht überstanden zu haben, mit keinen Gedanken mehr an Abtreibung, ruft sie aus einem kleinen Café einen Taxifahrer an und bittet ihn, sie nach Hause zu fahren. Bevor sie jedoch dem Taxifahrer erklären kann, wo sie gerade ist, wird sie von Krämpfen überwältigt. In der Toilette des Cafés erleidet sie eine Fehlgeburt. Völlig geschafft, mit blutverschmierten Händen verlässt sie taumelnden Schrittes das Café. Von einer Telefonzelle ruft sie einen wildfremden Mann an und erzählt ihm ihre Geschichte. Der Mann hält sie für ein Monster und zeigt kein Verständnis. Noch einmal zeigt sie Kraft und wehrt sich, indem sie das Telefon zerstört. Sophie, ganz allein und ohne Stütze, begräbt weinend und trauernd den Embryo im Park. Der Film endet damit, dass Sophie vor einen ICE gerät, dies aber wohl wunderlicherweise überlebt.

## Hintergrund
An der Produktion beteiligt waren die Avanti Media Fiction, die Neue Impuls Film, die Spiel.Film und der Südwestrundfunk, sowie die Filmförderung Hamburg. Sophiiiie! wurde erstmals im Fernsehen am 11. August 2004 im Programm des SWR gezeigt. Seitdem wurde der Film mehrfach im Fernsehen wiederholt, bei der gesendeten Fernsehfassung handelte es sich jedoch stets um eine gekürzte Fassung des Films. 2007 erschien der Film auch auf DVD.

## Kritiken
„Eine drastische, ganz von der Intensität und Überzeugungskraft der Hauptdarstellerin geprägte Fallstudie, die sich der Gefahr aussetzt, in Naivität und koketter Larmoyanz zu versinken, im nächsten Moment aber durch intensive und beklemmende Momente seelischer Verzweiflung betroffen macht.“

„Hofmann wechselt zwischen Action-Szenen und langen Plansequenzen, schickt seine emotional zerrissene Hauptfigur durch die mit Verrückten bevölkerte Vorhölle. Katharina Schüttler […] spielt mit Energie und Radikalität, Härte und Zerbrechlichkeit und wurde dafür verdient mit dem neu geschaffenen "Förderpreis Deutscher Film" in der Kategorie Schauspiel beim Filmfest München belohnt, Hofmann erhielt den Preis in der Kategorie Regie. Sophiiiie ist wie ein markerschütternder Schrei, der unbequem nachhallt und dessen Wucht man nicht entkommt, trotz allen Sträubens.“

„Dass der Film einen nachhaltigen Eindruck hinterlässt, ist freilich vor allem Katharina Schüttler in ihrer ersten Hauptrolle geschuldet. Sie ragt aus einem durchweg respektablen Ensemble […] heraus und spielt diese Sophie mit Hingabe so kraftvoll und zugleich verletzlich, das wir ihr unsere Anteilnahme gar nicht verweigern können.“

## Auszeichnungen
Sophiiiie! war für den Goldenen Leopard des Internationalen Filmfestivals von Locarno nominiert.
Auf dem Filmfest München 2002 gewannen der Regisseur Michael Hofmann sowie die Schauspielerin Katharina Schüttler den Förderpreis Deutscher Film.
Auf dem ungarischen Mediawave Festival 2003 erhielt der Film den Preis für die beste Regie.
Katharina Schüttler wurde 2006 mit dem Günter-Strack-Fernsehpreis von Studio Hamburg für ihre herausragende schauspielerische Leistung in den Filmen Sophiiiie! und Vorsicht Schwiegermutter! ausgezeichnet.